# Polens håndboldlandshold (herrer)
Polens håndboldlandshold er det nationale håndboldlandshold i Polen, og kontrolleres af landets håndboldforbund, Związek Piłki Ręcznej w Polsce.
Holdets største præstation er sølvmedaljerne ved VM i 2007 i Tyskland.

## Resultater

### VM
- Sølv: 1 – 2007
- Bronze: 2 – 1982, 2009, 2015
- 2023:15.-plads

### OL
- Bronze: 1 – 1976

## Kendte spillere
- Zdzisław Antczak
- Karol Bielecki
- Janusz Brzozowski
- Lesław Dziuba
- Jan Gmyrek
- Mariusz Jurasik
- Bartosz Jurecki
- Alfred Kałuziński
- Jerzy Klempel
- Zygfryd Kuchta
- Marcin Lijewski
- Jerzy Melcer
- Robert Nowakowski
- Zbigniew Plechoć
- Andrzej Sokołowski
- Sławomir Szmal
- Andrzej Szymczak
- Grzegorz Tkaczyk
- Tomasz Tłuczyński
- Zbigniew Tłuczyński
- Daniel Waszkiewicz
- Bogdan Wenta
- Mieczysław Wojczak

## Landstrænere
- Walenty Kłyszejko
- Janusz Czerwiński (1967-1976)
- Stanisław Majorek
- Tadeusz Wadych
- Jacek Zglinicki (1978-1980, 1994-1996)
- Jan Pełka
- Zygfryd Kuchta (1981-1994)
- Jerzy Eliasz
- Bogdan Kowalczyk
- Stefan Wrześniewski
- Zenon Łakomy (1986-1992)
- Michał Kaniowski (1990-1992)
- Krzysztof Kisiel
- Jerzy Klempel
- Bogdan Zajączkowski (2000-2004)
- Bogdan Wenta (2004-2012)
- Daniel Waszkiewicz/ Damian Wleklak (2012)
- Michael Biegler (2012–2016)
- Talant Dujsjebajev (2016–2017)
- Piotr Przybecki (2017–2019)
- Patryk Rombel (2019–)